# Coen Dillen

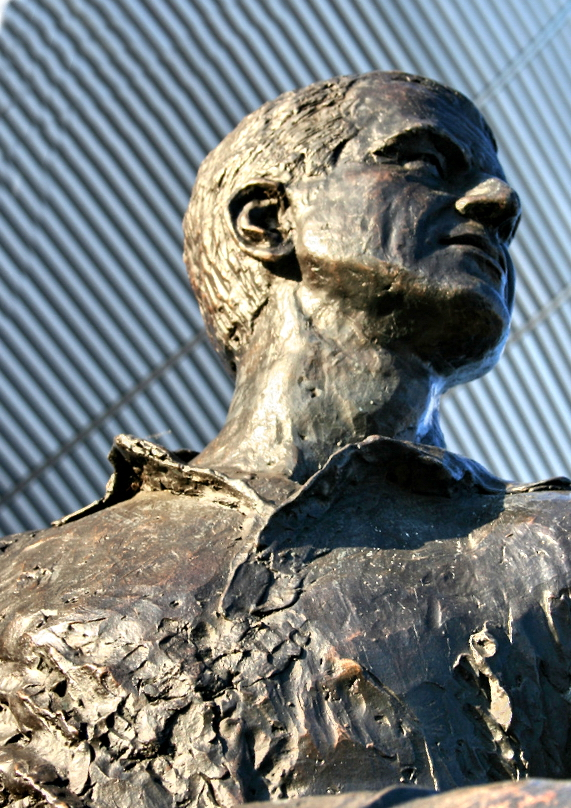
Statue von Coen Dillen vor dem Philips-Stadion, Eindhoven

Coenraad „Coen“ Hendrik Dillen (* 5. Oktober 1926 in Eindhoven, Niederlande; † 24. Juli 1990 in Goes, Niederlande) war ein niederländischer Fußballspieler.

## Werdegang
Dillen begann im Alter von 11 Jahren beim Vv Brabantia in Eindhoven mit dem Fußballspielen. 1941 ging er zum ersten Mal zur PSV Eindhoven und spielte dort bis 1946. Anschließend ging er zurück nach Brabantia, bevor er 1949 schließlich wieder zum PSV zurückkehrte, bei denen er bis 1961 spielte. Während seiner Zeit beim PSV erzielte er 287 Tore in 328 Spielen. In der Saison 1956/57 wurde er mit 43 Treffern in der niederländischen Liga bester Torjäger Europas und stellte den bis heute gültigen Torrekord im niederländischen Fußball auf. Nach seiner Zeit beim PSV Eindhoven spielte er noch zwei Jahre bei Helmondia ’55, bevor er sich vom aktiven Fußballgeschehen zurückzog.
Zwischen 1954 und 1957 bestritt Dillen fünf Länderspiele für die Niederländische Fußballnationalmannschaft, in denen er vier Tore erzielen konnte.
Nach seiner aktiven Fußballerkarriere war er zwei Jahre lang als Trainer des Amateurvereines RKSV Nuenen tätig.